# 코쿠렐쥐여우원숭이
코쿠렐쥐여우원숭이 또는 코쿠렐난쟁이여우원숭이(Mirza coquereli)는 난쟁이여우원숭이과에 속하는 영장류의 일종이다. 야행성 작은 여우원숭이로 마다가스카르가 원산지다. 이 종의 이름은 프랑스 곤충학자 찰스 코쿠렐의 이름에서 유래했다. 이 여우원숭이는 마다가스카르 낙엽성 숲의 일부 지역에서 발견된다.
이 여우원숭이는 일 년 내내 활동적이다. 반면에 작은쥐여우원숭이(Microcebus)와는 달리, 코쿠렐쥐여우원숭이는 겨울잠을 자지 않으며, 대신에 스스로를 유지하기 위하여 매미 애벌레를 먹으며 산다. 나무 위에서 사는 수목형 동물로 과일과 꽃들 그리고 곤충과 거미와 같은 작은 동물들을 먹이로 먹는다. 코쿠렐큰여우원숭이의 천적은 올빼미 등이다.
2005년에 두 번째 종인 북부큰쥐여우원숭이(M. zaza)가 발견되기까지 이 종은 큰쥐여우원숭이속(Mizra)의 유일종이었다.